# Worms Hauptbahnhof
Worms Hauptbahnhof is een spoorwegstation in de Duitse plaats Worms. Het station werd in 1904 geopend.